# 八月初三
八月初三，农历八月第三天。

## 大事记
- 東吳元興元年起始於此日。
- 1901年9月7日，清王朝与英、法、美、俄等11国签订《辛丑条约》。
- 1689年9月7日，清签订《尼布楚条约》。

## 出生
- 1025年，日本萬壽二年 — 後冷泉天皇
- 1717年，清康熙五十六年 — 阿桂
- 1837年，清道光十七年 — 张之洞

## 逝世
- 713年，唐玄宗先天二年 — 惠能
- 785年，唐德宗贞元元年 — 颜真卿

## 节假日和习俗
- 北斗星君圣诞
- 姜子牙千秋
- 白露

## 参看
- 日历
- 八月初一 - 八月初二 - 八月初三 - 八月初四 - 八月初五
- 七月初三 - 八月初三 - 九月初三
- 正月 - 二月 - 三月 - 四月 - 五月 - 六月 - 七月 - 八月 - 九月 - 十月 - 十一月 - 腊月
- 公历8月3日